# Інтерполяція

Інтерполяція

Інтерполяція — в обчислювальній математиці спосіб знаходження проміжних значень величини за наявним дискретним набором відомих значень.
Багатьом із тих, хто стикається з науковими та інженерними розрахунками часто доводиться оперувати наборами значень, отриманих експериментальним шляхом чи методом випадкової вибірки. Як правило, на підставі цих наборів потрібно побудувати функцію, зі значеннями якої могли б з високою точністю збігатися інші отримувані значення. Така задача називається апроксимацією кривої. Інтерполяцією називають такий різновид апроксимації, при якій крива побудованої функції проходить точно через наявні точки даних. 
Існує також близька до інтерполяції задача, що полягає в апроксимації якої-небудь складної функції іншою, простішою функцією. Якщо деяка функція занадто складна для продуктивних обчислень, можна спробувати обчислити її значення в декількох точках, а за ними побудувати, тобто інтерполювати, простішу функцію. Зрозуміло, використання спрощеної функції не дозволяє одержати такі ж точні результати, які давала б початкова функція. Але, для деяких класів задач, досягнутий виграш у простоті і швидкості обчислень може переважити отриманий огріх у результатах.
Варто також згадати і зовсім інший різновид математичної інтерполяції, відому за назвою «інтерполяція операторів». До класичних робіт з інтерполяції операторів відносяться теорема Рісса-Торіна) і теорема Марцинкевича, що є основою для багатьох інших робіт.

## Визначення
Нехай маємо n значень xі, кожному з яких відповідає своє значення yі. Потрібно знайти таку функцію F, що:
{\displaystyle F(x_{i})=y_{i}\ ,\ i=1,\ldots ,n\,\!}
При цьому:
- хі називають вузлами інтерполяції
- пари (xі, yі) називають точками даних чи базовими точками
- різницю між «сусідніми» значеннями xі-xі-1 — кроком [табуляції] (та/або табуляцією)
- функцію F (x) — функцією, що інтерполює чи інтерполянтом.

## Приклад
Нехай маємо табличну функцію, що для кількох значень х визначає відповідні значення f. 
|  | x |  | f(x) | f(x) | f(x) |
|  | 0 |  | 0    |      |      |
|  | 1 |  | 0    | .    | 8415 |
|  | 2 |  | 0    | .    | 9093 |
|  | 3 |  | 0    | .    | 1411 |
|  | 4 |  | −0   | .    | 7568 |
|  | 5 |  | −0   | .    | 9589 |
|  | 6 |  | −0   | .    | 2794 |

Задані точки (з приведеної таблиці) в декартовій системі координат.

Інтерполяція дозволяє дізнатися, яке значення може мати функція в точці, відмінній від зазначених, наприклад, при х = 2.5.
Існує багато різних способів інтерполяції. Вибір найпридатнішого алгоритму залежить від відповідей на питання: наскільки точний обраний метод, які затрати на його використання, наскільки гладкою є інтерполяційна функція, яку кількість точок даних вона вимагає і т.д.

## Способи інтерполяції

### Інтерполяція функції однієї змінної
- Інтерполяція методом найближчого сусіда
- Лінійна інтерполяція
- Метод скінченних різниць
- Інтерполяційний поліном Лагранжа
- Сплайн

#### Зворотна інтерполяція (обчислення x при заданому y)
- Задача оберненого інтерполювання
- Поліном Лагранжа
- Зворотна інтерполяція за формулою Ньютона
- Зворотна інтерполяція за формулою Гауса